# Kees Schoonenbeek
Kees Schoonenbeek (Arnhem, 1 oktober 1947) is een Nederlands componist, muziekpedagoog, dirigent en musicus.

## Levensloop
Zijn eerste studies deed Schoonenbeek aan het 'Muzieklyceum' (nu: ArtEZ Conservatorium) te Arnhem bij Noor Relijk van 1963 tot 1969 in het vak piano. Maar voor de studie van de compositie en muziektheorie ging hij van 1971 tot 1976 aan het conservatorium van Brabant in Tilburg en studeerde daar bij Jan van Dijk.
Daarna, van 1975 tot 1977 werd hij aan hetzelfde conservatorium docent voor muziektheorie en ging dan van 1977 tot 1980 naar de Amsterdamse Universiteit als docent in de vakgroep muziekwetenschap. In 1980 kwam hij terug aan het Brabants Conservatorium te Tilburg en nu als docent voor compositie, muziektheorie en orkestratie. In 2010 ging Kees Schoonenbeek met pensioen als docent en is verder actief als componist.